# هاماماتسو
هاماماتسو  (باليابانية 浜松市) هي مدينة تقع في الجزء الغربي من محافظة شيزوكا، اليابان، وهي أكبر مدن المحافظة.

## معلومات أساسية
تبلغ مساحتها 1558.04 كم مربع، وتعداد سكانها 808345 نسمة في عام 2010، والكثافة السكانية 519 نسمة في الكم مربع.

## الصناعة
تشتهر مدينة هاماماتسو بصناعة الأدوات الموسيقية والدراجات النارية، وتقع فيها المكاتب الرئيسية لشركة سوزوكي وشركة ياماها وهوندا.

## المدن التوائم
تربط مدينة هاماماتسو علاقة توأمة مدن مع المدن التالية:
- وارسو،  بولندا
- سانريمو،  إيطاليا
- روتشيستر، نيويورك،  الولايات المتحدة

## شخصيات من المدينة
- كينجيرو تاكاياناغي، مخترع لأول تلفاز في اليابان
- كيشو يانو، لاعب كرة قدم.

## أعلام
- تاكيشي كامو
- كيشو يانو
- شوجو كامو
- هيروشي أمانو
- شيغيتاتسو ماتسوناغا